# Rem als Jocs Olímpics d'estiu de 1920 - Quatre amb timoner masculí
La prova de quatre amb timoner fou una de les cinc que es disputaren als Jocs Olímpics d'Anvers de 1920 i que formaven part del programa de rem. La prova es va disputar entre el 28 i el 29 d'agost de 1920, amb la presència de 40 remers, procedents de 8 països diferents.

## Medallistes
| Or                                                                          | Plata                                                                                            | Bronze                                                                            |
| SuïssaWilly Brüderlin · Max Rudolf · Paul Rudolf · Hans Walter · Paul Staub | Estats UnitsKenneth Myers · Carl Klose · Franz Federschmidt · Erich Federschmidt · Sherman Clark | NoruegaBirger Var · Theodor Klem · Henry Larsen · Per Gulbrandsen · Thoralf Hagen |

## Resultats

### Sèries
Es disputaren el 28 d'agost. El vencedor passava a la final.
| Pos. | Nació  | Remer                                                                 | Temps  |
| ---- | ------ | --------------------------------------------------------------------- | ------ |
| 1    | Suïssa | Willy Brüderlin Max Rudolf Paul Rudolf Hans Walter Paul Staub         | 7'03"0 |
| 2    | Suècia | John Lager Nestor Östergren Axel Eriksson Gunnar Lager Gösta Eriksson | 7'12"0 |
| 3    | Canadà | Robert Hay Harold Harcourt Larry Landrian Strathy Hay Art Everett     | 7'18"0 |

| Pos. | Nació   | Remer                                                                                   | Temps  |
| ---- | ------- | --------------------------------------------------------------------------------------- | ------ |
| 1    | Noruega | Birger Var Theodor Klem Henry Larsen Per Gulbrandsen Thoralf Hagen                      | 7'14"0 |
| 2    | Bèlgica | Jean Van Silfhout Léon Vleurinck Adrien D'Hondt Robert Demulder Roger Moeremans d'Emaüs | 7'40"0 |

| Pos. | Nació          | Remer                                                                           | Temps  |
| ---- | -------------- | ------------------------------------------------------------------------------- | ------ |
| 1    | Estats Units   | Franz Federschmidt Kenneth Myers Erich Federschmidt Carl Klose Sherman Clark    | 7'17"4 |
| 2    | Brasil         | Guilherme Lorena João Jório Alcides Veira Abrahão Soliture Ernesto Flores Filho | 7'25"4 |
| 3    | Txecoslovàquia | Jiří Wihan Dominik Štillip Jaroslav Oplt Jindřich Mulač Jan Bauch               | ND     |

### Final
Es disputà el 29 d'agost.
| Pos. | Nació        | Remer                                                                        | Temps  |
| ---- | ------------ | ---------------------------------------------------------------------------- | ------ |
| 1    | Suïssa       | Willy Brüderlin Max Rudolf Paul Rudolf Hans Walter Paul Staub                | 6'54"0 |
| 2    | Estats Units | Franz Federschmidt Kenneth Myers Erich Federschmidt Carl Klose Sherman Clark | 6'58"0 |
| 3    | Noruega      | Birger Var Theodor Klem Henry Larsen Per Gulbrandsen Thoralf Hagen           | 6'58"0 |